# Sanremo Music Festival 1993
El Festival de Música de Sanremo 1993 fue el 43 º Festival de Música de Sanremo, celebrado en el Teatro Ariston de Sanremo, provincia de Imperia entre el 23 y el 27 de febrero de 1993 y transmitido por Rai 1.
El espectáculo fue presentado por Pippo Baudo y Lorella Cuccarini.
El ganador de la sección Grandes Artistas fue Enrico Ruggeri con la canción rock-pop Mistero, mientras que Cristiano De André ocupó el segundo lugar y ganó el Premio de la Crítica con la balada Dietro la porta. 
Laura Pausini ganó la sección Revelaciones con la canción La soledad.
Después de cada noche, Rai 1 emite DopoFestival, un programa de entrevistas sobre el Festival con la participación de cantantes y periodistas. Fue presentado por Alba Parietti y Pippo Baudo con Giancarlo Magalli, Marta Marzotto y Roberto D'Agostino. 
El tema principal del programa de entrevistas fue "Papà" de Mino Reitano y Gianni Ippoliti.

## Participantes y resultados

### Revelaciones
| Sección de recién llegados                                                                                            | Sección de recién llegados | Sección de recién llegados                                       |
| Canción, artista(s) intérprete(s) y escritor(es)                                                                      | Rango                      | notas                                                            |
| --- | -------------------------- | ---------------------------------------------------------------- |
| La soledad - Laura Pausini (Pietro Cremonesi, Angelo Valsiglio, Federico Cavalli)                                     | 1                          | Ganadora de la sección de Nuevas Revelaciones                    |
| Ma non ho più la mia città - Gerardina Trovato (Gerardina Trovato, Donatella Milani, Mauro Malavasi )                 | 2                          |                                                                  |
| En te - Nek (Filippo Neviani, Antonello de Sanctis, Giuseppe Isgrò)                                                   | 3                          |                                                                  |
| Guardia o ladro - Bracco Di Graci (Braco Di Graci)                                                                    | 4                          |                                                                  |
| L'amore vero - Erminio Sinni(Erminio Sinni, Ricardo Cocciante )                                                       | 5                          |                                                                  |
| No volevo - Rosario Di Bella (Rosario Di Bella)                                                                       | 6                          |                                                                  |
| Non è tardi - Marco Conidi(Marco Conidi, Massimo Mastrangeli)                                                         | 7                          |                                                                  |
| Non ci prenderanno mai - Fandango (Lidia Fiori, Roberto Lanzo)                                                        | 8                          |                                                                  |
| Quello che non siamo - Tony Blescia (Tony Blescia)                                                                    | 9                          |                                                                  |
| A piedi nudi- Ángela Baraldi (Ángela Baraldi, Marco Bertoni, Enrico Serotti)                                          |                            | Ganador del Premio de la Crítica Mia Martini - Sección Novedades |
| Caramela - Leo Leandro (Salvatore Jovine, Leopoldo D'Angelo)                                                          |                            | Eliminado                                                        |
| Ci vuole molto coraggio - Luca Manca, Luca Virago, Emanuela & Gabriele Fersini ( Alberto Salerno, Mauricio Fabricio ) |                            | Eliminado                                                        |
| Mujer - Nine (Giulia Guido, Matteo Bonsanto, it, Mauricio Preti)                                                      |                            | Eliminado                                                        |
| Femmina - Marcello Pieri (Marcello Pieri)                                                                             |                            | Eliminado                                                        |
| Finché vivrò - Lorenzo Zecchino (Lorenzo Zecchino)                                                                    |                            | Eliminado                                                        |
| Il mare delle nuvole - Antonella Bucci ( Eros Ramazzotti, Adelio Cogliati)                                            |                            | Eliminado                                                        |
| Non dire mai - Clio (Elio Palumbo, Vania Magelli)                                                                     |                            | Eliminado                                                        |
| Tu con la mia amiga - Maria Grazia Impero (Enrico Riccardi)                                                           |                            | Eliminado                                                        |